# Józef Gabjan
Józef Gabjan (ur. 13 listopada 1921 w Dżurynie, zm. 28 października 2016 w Warszawie) – polski działacz partyjny i państwowy, prawnik, podsekretarz stanu w Ministerstwie Finansów (1969–1987).

## Życiorys
Syn Stefana i Anny z domu Florek, pochodził z rodziny chłopskiej. W okresie II wojny światowej był żołnierzem Armii Krajowej o pseudonimie „Ryszard”, walczył w obwodzie Czortków (część inspektoratu Czortków AK). Ukończył zaocznie studia prawnicze na Uniwersytecie Wrocławskim. Publikował prace z zakresu finansów i podatków, m.in. Finansowanie kultury fizycznej: ocena i wnioski (1972).
Wstąpił do Polskiej Zjednoczonej Partii Robotniczej. Przez ponad 40 lat był urzędnikiem Ministerstwa Finansów, m.in. od 1954 dyrektorem departamentu podatków i opłat. Od września 1969 do 1987 pozostawał podsekretarzem stanu w tym resorcie. W III RP udzielał się jako ekspert sejmowej Komisji Polityki Gospodarczej, Budżetu i Finansów.
Był żonaty, miał córkę.

## Odznaczenia
Odznaczony m.in. Krzyżem Komandorskim Orderu Odrodzenia Polski, Złotym Krzyżem Zasługi (1954) i Medalem 10-lecia Polski Ludowej (1955).